# إثنية
الإثنية أو المجموعة الإثنية هي مجموعة من الأشخاص المتماثلين بصفات مشتركة متصورة تميزهم عن غيرهم من المجموعات الأخرى. قد تشمل هذه الصفات مجموعات مشتركة من التقاليد أو الأصول أو اللغة أو التاريخ أو المجتمع أو الأمة أو الدين أو المعاملة الاجتماعية داخل المنطقة التي يقطنونها. غالبًا ما يُستخدم مصطلح الإثنية تزامنًا مع مصطلح الأمة، ولا سيما في حالات القومية الإثنية.
يمكن تفسير الانتماء الإثني على أنه بناء موروث أو مفروض مجتمعيًا. يمكن تحديد العضوية الإثنية من خلال التراث الثقافي المشترك والنسب والأصل والتاريخ والموطن واللغة واللهجة والدين والأساطير والتراث الشعبي والطقوس والطعام وأسلوب ارتداء الملابس والفن والمظهر الجسدي. قد تشترك المجموعات الإثنية في دائرة ضيقة أو واسعة من الأصول الجينية، اعتمادًا على تعريف المجموعة، مع وجود العديد من المجموعات ذات الأصول الجينية المختلطة.
قد ينتقل الأفراد أو الجماعات بمرور الوقت من مجموعة إثنية إلى أخرى عن طريق التحول اللغوي والتثاقف والتبني والتحول الديني. يمكن تقسيم المجموعات الإثنية إلى مجموعات فرعية أو قبائل، والتي قد تصبح بمرور الوقت مجموعات عرقية منفصلة بسبب التزاوج الداخلي أو الانعزال عن المجموعة الأساسية. على النقيض من ذلك، قد تندمج الأعراق المنفصلة سابقًا لتشكيل وحدة إثنية وقد تندمج في نهاية المطاف لتشكل عرقًا واحدًا. يُشار إلى تكوين  هوية إثنية منفصلة باسم التكوين الإثني، سواء كان ذلك من خلال الانقسام أو الدمج
على الرغم من أن المجموعات الإثنية تتميز ببعض المعايير العضوية والأدائية، تمحور الجدل في الماضي بين البدئية والبنائية. في وقت سابق من القرن العشرين، نظر «البدائيون» إلى المجموعات الإثنية على أنها ظواهر حقيقية استمرت خصائصها المميزة منذ الماضي البعيد. رأت وجهات النظر التي تطورت بعد ستينيات القرن العشرين المجموعات الإثنية على أنها بنى اجتماعية، مع تحديد الهوية بموجب القواعد المجتمعية.

## اصطلاحًا
اشتُق مصطلح إثني من الكلمة اليونانية إثنوس (من صفة الإثنيكوس على نحو أدق، والتي تُعرف بإثنيكوس باللاتينية). المصطلح الموروث لهذا المفهوم باللغة الإنجليزية هو (folk) والذي يعني شعبي، ويقترن استخدامه بالشعب اللاتيني منذ أواخر فترة اللغة الإنجليزية الوسطى.
في أوائل اللغة الإنجليزية الحديثة وحتى منتصف القرن التاسع عشر، استُخدمت الإثنية للدلالة على الوثتني أو الوثني (بمعنى «الأمم» المتباينة التي لم تشارك بعد في الأويكومين المسيحي)، واستخدمت الترجمة السبعينية مصطلح ta ethne («الأمم») لترجمة كلمة الأغيار العبرية «أي الأمم الأجنبية، غير العبرية، غير اليهود». قد يشير مصطلح اليونانية الهوميروسية الذي استُخدم في العصور القديمة المبكرة إلى أي مجموعة كبيرة، ومجموعة من الرجال، وفرقة من الرفاق، بالإضافة إلى سرب أو قطيع من الحيوانات. في اللغة اليونانية الكلاسيكية، حمل المصطلح معنى مشابهًا للمفهوم الذي يعبر حاليًا عن «مجموعة عرقية»، تُترجم في الغالب إلى «أمة أو قبيلة أو مجموعة شعب فريدة»؛ في اليونانية الهلنستية فقط، يضيق نطاق استخدام المصطلح إلى الإشارة إلى الدول «الأجنبية» أو «البربرية» على وجه الخصوص (وأصبح يعني لاحقًا «الوثتني أو الوثني»). في القرن التاسع عشر، استُخدم المصطلح بمعنى «خاص بقبيلة أو عرق أو شعب أو أمة»، في تشابه مع المعنى اليوناني الأصلي. في ثلاثينيات القرن العشرين وأربعينياته، نشأ الإحساس بـ «مجموعات ثقافية مختلفة»، وفي اللغة الإنجليزية الأمريكية «مجموعة أقلية قبلية أو عرقية أو ثقافية أو قومية» بديلًا لمصطلح الإثنية الذي حمل هذا المعنى سابقًا ولكنه أصبح الآن مستنكرًا بسبب ارتباطه بالعنصرية الأيديولوجية. استُخدمت الإثنية المجردة بديلًا لـ «الوثنية» في القرن الثامن عشر، ولكنها أصبحت تعبر عن معنى «الطابع العرقي» (سُجل للمرة الأولى في عام 1953). سُجل مصطلح المجموعة الإثنية لأول مرة في عام 1935 ودخل قاموس أكسفورد الإنجليزي في عام 1972. اعتمادًا على السياق، يمكن استخدام مصطلح الجنسية إما مرادفًا للإثنية أو مرادفًا للمواطنة (في دولة ذات سيادة). تُعرف العملية التي تؤدي إلى ظهور الإثنية بالتكوين الإثني، وهو مصطلح مستخدم في الأدب الإثنولوجي منذ نحو عام 1950. يمكن استخدام هذا المصطلح في الدلالة على شيء فريد وغريب على نحوغير عادي، ويرتبط عمومًا بثقافات المهاجرين الأحدث، الذين وصلوا بعد إنشاء السكان المهيمنين في منطقة ما.
اعتمادًا على مصدر هوية المجموعة الذي يُستخدم لتحديد العضوية، يمكن تحديد الأنواع الآتية من المجموعات (المتداخلة في كثير من الأحيان):
- إثنية لغوية، والتي تؤكد على اللغة المشتركة واللهجة (وربما نظام الكتابة) - مثال: الكنديون الفرنسيون
- إثنية دولة قومية، والتي تؤكد على نظام سياسي مشترك أو إحساس بالهوية الوطنية - مثال: النمساويون
- إثنية عرقية، والتي تؤكد على المظهر الجسدي المشترك بناءً على النمط الظاهري - مثال: الأمريكيون الأفارقة
- إثنية جهوية، والتي تؤكد على الشعور المحلي المتميز بالانتماء النابع من العزلة الجغرافية النسبية - مثال: سكان الجزر الجنوبية في نيوزيلندا
- إثنية دينية، والتي تؤكد على الانتماء المشترك إلى دين أو طائفة أو طائفة معينة - مثال: السيخ
- إثنية ثقافية، والتي تؤكد على الثقافة أو التقاليد المشتركة، وغالبًا ما تتداخل مع أشكال أخرى من الإثنية -مثال: الرحالة

في حالات كثيرة، تُحدَد العضوية الإثنية بأكثر من جانب: على سبيل المثال، يمكن تعريف الإثنية الأرمنية من خلال الأرمن، أو من لديهم تراث أرمني، أو استخدام السكان الأصليين للغة الأرمنية، أو العضوية في الكنيسة الرسولية الأرمنية.

## التعاريف والتاريخ المفاهيمي
بدأت الإثنوغرافيا في العصور القديمة الكلاسيكية؛ فبعد المؤلفين الأوائل مثل أناكسيماندر وهيكاتايوس من ميليتوس، وضع هيرودوت أساس التأريخ والإثنوغرافيا للعالم القديم في عام 480 قبل الميلاد. طور اليونانيون مفهومًا لإثنيتهم، وجمعوه تحت اسم هيلينيس (اليونانيون). قدم هيرودوت سردًا مشهورًا عرّف الهوية الإثنية اليونانية (اليونانية) في عصره، وحددها بما يأتي
1. النسب المشترك (باليونانية: ὅμαιμον - homaimon، أي «من نفس الدم»)[13]
2. اللغة المشتركة (باليونانية: ὁμόγλωσσον - homoglogsson، أي «التحدث بنفس اللغة»)[14]
3. الأحرام والتضحيات المشتركة (باليونانية: theön hidrumata te koina kai thusiai)[15]
4. العادات المشتركة (باليونانية: ἤθεα ὁμότροπα أي «تشابه عادات اللباس»).[16][17][18]

تعتمد الإثنية إلى حد ما على تعريف المستخدم الدقيق إلى ما إذا كانت مؤهلة باعتبارها عالمية ثقافية. لا يعتبر العديد من علماء الاجتماع، مثل علماء الأنثروبولوجيا فريدريك بارث وإريك وولف، الهوية الإثنية عالمية. ينظر هؤلاء إلى الإثنية باعتبارها نتاجًا لأنواع محددة من التفاعلات بين المجموعات، وليس نوعية أساسية متأصلة في الجماعات البشرية.
وفقًا لتوماس هيلاند إريكسن، سادت مناقشتان منفصلتان بخصوص الإثنية.
- أحدهما بين «البدئية» و «الأداتية». من وجهة النظر البدئية، لا ينظر المشارك إلى الروابط الإثنية بشكل جماعي، كرابطة اجتماعية ممنوحة من الخارج، بل يراها قسرية. من ناحية أخرى، تُعامَل الإثنية في المقام الأول عنصرًا مخصصًا في استراتيجية سياسية، وتُستخدم موردًا لمجموعات المصالح لتحقيق أهداف ثانوية مثل زيادة في الثروة أو السلطة أو المنصب.[20][21] ما يزال هذا النقاش نقطة مرجعية مهمة في العلوم السياسية، على الرغم من أن نهج معظم العلماء يقع بينهما.[22]
- المناقشة الثانية بين «البنائية» و«الماهوية». ينظر دعاة البنائية إلى الهويات القومية والإثنية على أنها نتاج قوى تاريخية، غالبًا ما تكون حديثة، حتى عندما تُقدم الهويات على أنها قديمة. ينظر الماهويون إلى هذه الهويات على أنها فئات أنطولوجية تحدد الجهات الفاعلة الاجتماعية.[23][24]

وفقًا لإريكسن، استُبدلت هذه المناقشات، خاصة في الأنثروبولوجيا، بمحاولات العلماء للاستجابة لأشكال التمثيل الذاتي التي سيّسها أعضاء الجماعات الإثنية والأمم المختلفة على نحو متزايد. يندرج هذا في سياق المناقشات المتعلقة بالتعددية الثقافية في بعض الدول، مثل الولايات المتحدة وكندا، والتي تضم أعدادًا كبيرة من المهاجرين من ثقافات مختلفة عديدة، ومنطقة البحر الكاريبي وجنوب آسيا ما بعد الاستعمار.
أكد ماكس فيبر أن المجموعات الإثنية كانت مصطنعة (أي بناء اجتماعي) لأنها كانت قائمة على اعتقاد ذاتي فيما يُعرف بمصطلح Gemeinschaft (أي المجتمع المشترك). ثانيًا، هذا الاعتقاد في المجتمع المشترك لم يستحدث المجموعة؛ بل أن المجموعة هي من استحدثت الاعتقاد. ثالثًا، نتج تشكيل المجموعة عن السعي لاحتكار السلطة والمركز. يتعارض هذا مع الاعتقاد الطبيعي السائد آنذاك، والذي اعتبر أن الاختلافات الاجتماعية والثقافية والسلوكية بين الشعوب تنبع من السمات والميول الموروثة المستمدة من النسب المشترك، والتي كانت تسمى آنذاك «العرق».
من المنظرين الآخرين فيما يتعلق بالإثنية فريدريك بارث، الذي وُصف عمله «الجماعات الإثنية والحدود» من عام 1969 بأنه مفيدة في نشر استخدام المصطلح في الدراسات الاجتماعية في ثمانينيات القرن العشرين وتسعينياته. توسع بارث في التأكيد على الطبيعة المبنية للإثنية. بالنسبة لبارث، جرى نقاش دائم بشأن الإثنية سواء حول التعريف الخارجي والتعريف الذاتي الداخلي. رأى بارث أن المجموعات الإثنية ليست عزلة ثقافية متقطعة أو منطقية مسبقًا ينتمي إليها الناس بشكل طبيعي. أراد التخلي عن المفاهيم الأنثروبولوجية للثقافات باعتبارها كيانات محدودة، والإثنية رابطًا أوليًا، واستبدالها بالتركيز على التفاعل بين المجموعات. بالتالي، تركز «الجماعات الإثنية والحدود» على الترابط بين الهويات الإثنية.